# Win-win-situation
En win-win-situation er en situation, hvor begge parter i en sag får fordelagtigt udbytte uden at skulle arbejde ekstra for det,  eller  en situation, hvor en person står foran en hændelse med to mulige udfald, og hvor begge disse udfald giver en en gevinst eller fordel. Udtrykket stammer fra engelsk, hvor der er tale om en win situation for begge parter/mulige udfald, ergo win-win.
Et eksempel på en win-win-situation kunne være når postbuddet kommer med breve og modtageren af disse tilfældigvis står udenfor og modtager dem direkte fra postbuddet. Således slipper postbuddet for at putte brevet i postkassen, og brevmodtageren slipper for at åbne sin postkasse. I denne situation har ingen af parterne ydet ekstra og har alligevel fået optimalt udbytte, ergo er det en win-win-situation.
Udtrykket kom for alvor frem i Danmark efter at Nikolaj Lie Kaas brugte det i en Punkt 1-reklame.[kilde mangler]